# 引坂理繪
引坂理繪（日语：／ Hikisaka Rie，1989年9月11日—）是日本的女性配音員，鹿兒島縣出身，Stay Luck所屬（預留）。身高146厘米，興趣是繪畫和舞蹈。

## 作品

### 配音

#### 電視動畫
2016年
- 迷你花河童 後篇（阿利二郎）

2017年
- KiraKira☆光之美少女 A La Mode （演唱會觀眾A／學生B[2]、女學生、牙敗敗、幼稚園生、女粉絲、光岡純子、女客人、店員、野乃花／喝采天使）
- ぴったんこ!ねこざかな（珍平、小鷗母親、鞄妻、ウミガメ坊や、老婆）
- Princess Principal（瑪麗珍）
- 麵包超人（貓美、鬱金香、姐妹、松鼠女孩）
- 新哆啦A夢（我）
- 血界戰線 & Beyond（小孩們）

2018年
- 紫羅蘭永恆花園（莉莉安、愛麗絲的兒甥、女人）
- Fate/EXTRA Last Encore（女學生）
- HUG! 光之美少女（野乃花／喝采天使）[3]
- 花河童（阿利二郎）
- POP TEAM EPIC（培根大口吃君）
- 雷頓神秘偵探社 ～卡特莉的解謎事件簿～（布蕾妲）
- 實驗品家庭（女性主播、少女）
- 我喜歡的妹妹不是妹妹（女性書迷）

2019年
- 巴哈姆特之怒 Manaria Friends（精靈少女）
- 一拳超人2（女性市民C）
- 反斗小王子（客人、情侶）
- 多羅羅（小孩）

2020年
- 房間露營△（女國中生）
- 體操武士（小朋友C、男孩子B、晚輩女子C）

2021年
- 給不滅的你（瑪琪）
- NOMAD MEGALO BOX（米凱兒）
- 星光魔法（奇姆姆）

2022年
- 異世界藥局（路易）
- 聖劍傳說 Legend of Mana -The Teardrop Crystal-（學生）
- 給不滅的你 第二季（瑪琪）

2023年
- 英雄王，為了窮盡武道而轉生～而後成為世界最強見習騎士♀～（美由美）
- 海盜戰記 第2期（小孩）
- 開闊天空！光之美少女（野乃花／喝采天使）
- 第二次被異世界召喚（阿梅爾[4]／梅露亞）
- 天國大魔境（五期生）
- 藥師少女的獨語（櫻花、里樹妃的侍女）
- 七大罪 啟示錄四騎士（妖精）
- 魔法使的新娘 SEASON2（女學生）
- SPY×FAMILY間諜家家酒 Season 2（伊甸學園學生）

2024年
- 秒殺外掛太強了，異世界的傢伙們根本就不是對手。（城崎弘美子）
- 夢想成為魔法少女（小孩B）
- 迷宮飯（獸人小孩）
- 烏鴉不擇主]（雪雉）
- 夜晚的水母不會游泳（男子）
- 被逐出隊伍的治癒師，其實是最強（アマースト[5]）
- 噗妮露是可愛史萊姆（虎馬幼稚園兒童）

2025年
- 青春之箱
- 藥師少女的獨語 第2期（櫻花）
- 竹輪戰記～靠我的可愛征服地球～（犬宮寧寧[6]）
- 轉生為白豬貴族的我，運用前世記憶養育雛鳥般的弟弟（宇都宮愛麗絲[7]）
- 強者的新傳說（葛烏[8]）

#### 劇場動畫
2018年
- 光之美少女 Super Stars! （野乃花／喝采天使）
- HUG！光之美少女♡光之美少女 All Stars Memories （野乃花／喝采天使）

2019年
- 光之美少女 Miracle Universe （野乃花／喝采天使[9]）

2020年
- 光之美少女 Miracle Leap 与大家不可思议的一天（野乃花／喝采天使）
- BURN THE WITCH（小壽司）

#### 網路動畫
2023年
- BURN THE WITCH #0.8（小壽司[10]）

#### 遊戲
未知
- 大市場內的迷宮（日语：グランマルシェの迷宮）（鉑金、珊）
- 幻獸姬（潘多拉）
- 白貓Project（景太）
- Sevens Story（Esutea,Dahlia）
- （帝高女サーニャ）
- 魔法使與黑貓維茲（エネリー、レイル）
- 光之美少女連線消除（野乃花／喝采天使）

2022年
- 無期迷途（嘟嘟）

#### 吹替
- 星光殺機
- 捕捉！奇妙萌可（朝鲜语：캐치! 티니핑）（爱心梦可[11]）

### 旁白
- Animete電視廣告「Tsukitomo篇」、「黑白愛麗絲篇」
- AbemaTV まっちんぐ♡アツシ先生

### 廣播劇CD
- バンドやろうぜ!（日语：バンドやろうぜ!） デュエル・ギグ!vol.2-Cure2tronEDITION-

## 音樂
| 發行日期 | 規格產品編號 | 樂曲名稱                                 | 名義                                                           | 標題                                                     | 商業搭配                 |
| 2018年   | 2018年       | 2018年                                   | 2018年                                                         | 2018年                                                   | 2018年                   |
| -------- | ------------ | ---------------------------------------- | -------------------------------------------------------------- | -------------------------------------------------------- | ------------------------ |
| 3月7日   | MJSS-9214    | 「ＨＵＧっと！未来☆ドリーマー」          | 喝采天使（引坂理繪）、安祈天使（本泉莉奈）、星辰天使（小倉唯） | 《We can!! HUGっと!プリキュア／HUGっと!未來☆ドリーマー》 | 擁抱！光之美少女ED1      |
| 5月23日  | MJSS-09221   | 「フレフレ！アイム・ア・チアリーダー!!」 | 喝采天使（引坂理繪）                                           | 《HUGっと!プリキュア キャラクターシングル》              | 擁抱！光之美少女角色歌曲 |